# Carex pseudomacloviana
Carex pseudomacloviana är en halvgräsart som beskrevs av Gerald A. Wheeler. Carex pseudomacloviana ingår i släktet starrar, och familjen halvgräs. Inga underarter finns listade i Catalogue of Life.